# HYSR

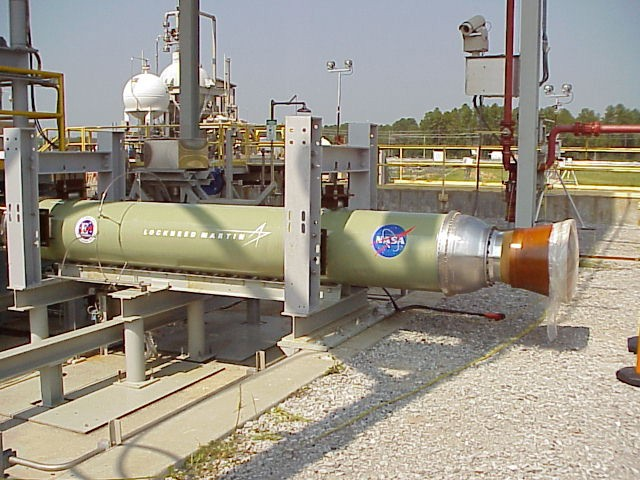
HYSR en el banco de pruebas.

Cohete sonda estadounidense de una sola etapa y con motor híbrido, con el que se pretendía sustituir los cohetes sonda de múltiples etapas.
El contrato con la NASA para su fabricación y prueba se lo llevó Lockheed Martin en 1999. El objetivo era desarrollar, probar y lanzar un cohete sonda de motor híbrido, planeado como sustitución de los cohetes sonda clásicos de propelente sólido. Los motores híbridos tienen varias ventajas sobre los de propelente sólido: no son explosivos, su impulso puede variarse, tienen un bajo coste y no son agresivos con el medio ambiente. El cohete construido por Lockheed Martin usaba oxígeno líquido como comburente y un combustible en forma sólida. El cohete fue cualificado entre 2000 y 2001 en el Stennis Space Center de la NASA. Se lanzó exitosamente un prototipo de 17,4 m de largo en diciembre de 2002, y el combustible en forma sólida utilizado era un compuesto vulcanizado conocido como polibutadieno terminado en hidroxilo (HTPB). El cohete generó un empuje de 267 kN durante el tiempo de combustión, de 31 segundos, alcanzando 69 km de altura. Las pruebas continuaron hasta 2004.

## Especificaciones
- Apogeo: 70 km
- Empuje en despegue: 264 kN
- Diámetro: 0,20 m
- Longitud total: 6 m